# Villaba
Villaba ist eine philippinische Stadtgemeinde in der Provinz Leyte auf der Insel Leyte. Sie hat 41.891 Einwohner (Zensus 1. August 2015), die in 35 Barangays leben. Die Gemeinde wird als teilweise urban beschrieben und gehört zur dritten Einkommensklasse der Gemeinden auf den Philippinen. Ihre Nachbargemeinden sind Tabango im Norden, Kananga im Osten und Matag-ob im Süden. Im Westen grenzt die Gemeinde an die Camotes-See der Insel Cebu gegenüber. 
In der Gemeinde befindet sich ein Campus der Visayas State University.

## Baranggays
| - Abijao - Balite - Bugabuga - Cabungahan - Cabunga-an - Cagnocot - Cahigan - Calbugos - Camporog - Capinyahan - Casili-on - Catagbacan | - Fatima (Pob.) - Hibulangan - Hinabuyan - Iligay - Jalas - Jordan - Libagong - New Balanac - Payao - Poblacion Norte - Poblacion Sur - Sambulawan | - San Francisco - Silad - Sulpa - Tabunok - Tagbubunga - Tinghub - Bangkal - Canquiason - San Vicente - Santa Cruz - Suba |